# Sondheim vor der Rhön
Sondheim vor der Rhön è un comune tedesco di 1 030 abitanti, situato nel land della Baviera.